# Zejd Kandi
Zejd Kandi (pers. زيدكندي)  – wieś w Iranie, w ostanie Azerbejdżan Zachodni, w szahrestanie Szahin Deż. W 2006 roku liczyła 299 mieszkańców.